# Tomás Gomensoro (Uruguay)
Tomás Gomensoro è un comune dell'Uruguay di 2.902 abitanti (censimento 2011), a nord-est del dipartimento di Artigas.
Il centro abitato deve il suo nome a quello dell'ex Presidente Tomás Gomensoro.

## Geografia fisica
Il comune di Tomás Gomensoro sorge fra i fiumi Itacumbú e Yucutujá nei pressi della collina di Santa Rosa; nel centro abitato passa una strada secondaria che collega la strada 3 con la strada 30.

## Storia
L'origine di questa località risale al 13 ottobre 1886 quando la stazione di Zanja Honda fu aperta al traffico. Alcuni abitanti della zona affermano che il luogo assunse dapprima il nome Buena Vista ed in seguito Zanja Honda (come il nome del torrente più vicino al paese).
I primi documenti ufficiali riguardo la fondazione della colonia risalgono al 1898 con una popolazione composta prevalentemente da italiani e creoli.
Il 3 maggio 1909 con la legge n. 3.455 viene dichiarato "Pueblo" ed assume l'attuale denominazione in omaggio all'ex Presidente Tomás Gomensoro.
Il 15 marzo 2010, tramite la legge n. 18653 in ottemperanza a quanto previsto dalla legge n. 18567 che prevedeva l'istituzione di comuni in tutti gli insediamenti con 2000 o più abitanti, viene istituito il comune di Tomás Gomensoro, con sede nell'omonimo centro abitato.

## Monumenti e luoghi di interesse
A sud del centro abitato è presente un monumento ai caduti dell'incidente aereo del 9 gennaio 1953, quando un velivolo dell'aeronautica argentina diretto in Brasile si è schiantato causando la morte delle 9 persone a bordo fra cui il figlio minore del presidente argentino Agustín Pedro Justo.

## Amministrazione
| Periodo          | Periodo          | Primo cittadino        | Partito           | Carica  | Note |
| ---------------- | ---------------- | ---------------------- | ----------------- | ------- | ---- |
| 9 luglio 2010    | 8 luglio 2015    | María Alejandra Paz    | Partito Nazionale | Sindaco |      |
| 9 luglio 2015    | 26 novembre 2020 | Luis Eduardo Gutiérrez | Partito Nazionale | Sindaco |      |
| 27 novembre 2020 | in carica        | Carlos Federico Arbiza | Partito Nazionale | Sindaco |      |